# Дикий цветок (фильм, 1914)
Дикий цветок (англ. Wildflower) — американская немая романтическая драма режиссёра Алана Двона, продюсером производства которой был Адольф Цукор. В фильме свою дебютную роль в кино сыграла театральная актриса Маргерит Кларк, которая впоследствии стала одной из звёзд немого кино. Фильм считается утраченным.

## Сюжет
Летти Робертс, простая деревенская девушка, встречает богатого Арнольда Бойд, уставшего от городской жизни. Арнольд считает, что Летти только очаровательная молодая женщина, в то время как его брат Джеральд, завлекает девушку и бежит с ней. Пара женится, но после церемонии, появляется Арнольд, который вступает в конфликт с братом. Затем он уезжает с Летти, которую привозит с собой в Нью-Йорк, в семейный дом. Здесь, чтобы не портить репутацию девушки, он представляет её своей женой. Даже родители Летти не знают, какой из двух братьев на самом деле женился на дочери.
В резиденции Бойда, Летти понимает, что Арнольд не жесткий и равнодушный человек, а искренне любит её, после чего она делает свой окончательный выбор в пользу Арнольда.

## В ролях
- Маргерит Кларк — Летти Робертс
- Гарольд Локвуд — Арнольд Бойд
- Джеймс Кулли — Джеральд Бойд
- Эдгар Л. Дэвенпорт — адвокат
- Джек Пикфорд — Буд Хаскинс